# Leucomonia distinctum
Leucomonia distinctum är en fjärilsart som beskrevs av Rothschild 1894. Leucomonia distinctum ingår i släktet Leucomonia och familjen svärmare. Inga underarter finns listade i Catalogue of Life.